# Magneton jądrowy
Magneton jądrowy (symbol μN) – stała fizyczna o wymiarze momentu magnetycznego. Zdefiniowany jest jako:
{\displaystyle \mu _{\mathrm {N} }={\frac {e\hbar }{2m_{p}}},}
gdzie:
{\displaystyle e} – ładunek elementarny,
{\displaystyle \hbar } – zredukowana stała Plancka,
{\displaystyle m_{p}} – masa spoczynkowa protonu.
W układzie SI jego wartość wynosi:
μN = 5,050 783 7461(15) × 10−27 J·T−1.
Magneton jądrowy jest naturalną jednostką służącą do wyrażania magnetycznego momentu dipolowego ciężkich cząstek takich jak nukleony i jądra atomowe. Natomiast moment dipolowy elektronu, o wiele większy ze względu na większy stosunek ładunku do masy, jest wyrażany w magnetonach Bohra, μB,
1 μB ≈ 1836 μN.